# Herb Reed
Pour les articles homonymes, voir Reed.
Herb Reed (7 août 1928 - 4 juin 2012) est un musicien et vocaliste américain. Il tenait la voix de basse au sein du groupe vocal de doo-wop The Platters dont il était l'un des membres fondateurs.

## Biographie
Il naît le 7 août 1928 à Kansas City, dans une famille pauvre du Missouri. 
Adolescent, il déménage à Los Angeles avec seulement trois dollars en poche. Pour survivre, il fait des petits boulots, notamment comme laveur de voitures, à raison de 20 $ par semaine. C'est pour lui une époque difficile. Plus tard, il confie lors d'une interview : "J'avais tellement faim que je ne pouvais même pas penser". 

### La Fondation des Platters (1953)
Grâce aux relations qu'il noue à Los Angeles et qui lui permettent de trouver un endroit pour dormir et un emploi comme laveur de voitures, Herb Reed chante avec des amis - chose qu'il avait eu l'occasion de faire à Kansas City - sans envisager de carrière dans la chanson. En 1953, il participe à la fondation du groupe vocal de doo-wop et de rock 'n' roll The Platters avec Joe Jefferson, Cornell Gunther et Alex Hodge. Cependant, la composition du groupe varie plusieurs fois, plus d'une centaine d'artistes ayant chanté sous le label "Platters". Herb Reed est le seul membre des Platters à participer aux 400 enregistrements du groupe dans lequel il tient la voix de basse. 
Le succès n'est pas tout de suite au rendez-vous. Le groupe enregistre quatre chansons pour l'étiquette Federal avant de rencontrer le gérant Buck Ram de Chicago. Ce dernier décide d'orienter le quartet vers un son plus éloigné du rhythym & blues. En 1954, est enregistrée la première version du célèbre titre Only You (And You Alone) pour le label Federal-King. C'est un échec : Sydney Nathan, directeur de King Records, juge le résultat médiocre et refuse sa publication. Un nouvel enregistrement est réalisé l'année suivante qui marque un tournant décisif dans l'histoire du groupe. Ce dernier évolue d'un quartet vers un quintet avec l'arrivée de la chanteuse Zola Taylor.

### Du succès vers le déclin (1955-1960)
Le 23 avril 1955, est enregistrée une seconde version d'Only You pour la maison de disques Mercury Records. Le titre, une ballade romantique, devient un succès planétaire. La même année, sort le single The Great Pretender qui surclasse le précédent sur le plan des ventes.  
Le groupe est alors à son apogée. Les années 1956 à 1959 sont jalonnées de succès : (You've Got) The Magic Touch, My Prayer, Twilight Time, Smoke Gets In Your Eyes (enregistrée chez Barclay à Paris) ou Harbor Lights occupent les premières places des hit-parades. 
Le triomphe est cependant de courte durée. En 1960, la poussée de la vague Rock marque la fin d'une époque et les goûts musicaux changent. Le style des Platters n'est alors plus à la mode. Toutefois, le groupe a marqué d'une empreinte indélébile le paysage musical de l'Amérique des années 1950, malgré une ségrégation raciale persistante.

### Avenir et héritage des Platters (1960-2011)
Le tournant des années 1960 ne sonne pas la fin du groupe, bien que la composition de ses membres évolue perpétuellement, à l'exception notable de Herb Reed, qui restera la voix de basse jusqu'à la fin des Platters au cours des années 1970.
Les années 1960 voient naître de nouveaux tubes, à la suite d'un nouveau contrat décroché chez Musicor Records : I love you 1000 times (1966), Sweet, sweet lovin (1967) et With This Ring (1967).
Les Platters se séparent dans le courant des années 1970. En 1993, Buck Ram réenregistre les anciens tubes du groupe avec une nouvelle formation. Mais la question des droits d'auteur liés au nom "Platters" fait alors débat, ce qui donne lieu à une longue bataille judiciaire à laquelle participe activement Herb Reed. En mai 2011, les tribunaux reconnaissent Reed comme le seul héritier du nom du groupe. En effet, il est alors l'unique survivant des cinq membres originels des Platters.

### Décès
Après avoir vécu quelques années à Los Angeles, puis à Atlanta, Herb Reed déménage à Boston où il s'établit jusqu'à la fin de ses jours. Souffrant de problèmes pulmonaires chroniques, il décède le 4 juin 2012 dans un hospice de Boston à l'âge de 83 ans.